# Ty Cobb
Tyrus Raymond "Ty" Cobb (18 de Dezembro de 1886 – 17 de Julho de 1961), apelidado "The Georgia Peach," foi um jogador americano de beisebol da Major League Baseball (MLB). Nasceu na área rural de Narrows,  Geórgia. Cobb jogou 22 temporadas pelo   Detroit Tigers, as últimas seis como jogador-técnico, e encerrou sua carreira no Philadelphia Athletics. Em 1936 Cobb recebeu o maior número de votos de qualquer jogador na votação inaugural do National Baseball Hall of Fame and Museum, recebendo 222 de 226 votos possíveis.Cobb é amplamente creditado com 90 recordes da MLB durante sua carreira. Até o fim da temporada de 2016 ele ainda é o detentor de diversos recordes, incluindo a mais alta média de aproveitamento no bastão (36,6% ou 36,7%, dependendo da fonte) e maior número de títulos como campeão em rebatidas com 11 (ou 12, dependendo da fonte). Manteve muitos outros recordes por quase meio século ou mais, incluindo mais rebatidas na carreira até 1985 (4189 ou 4191, dependendo da fonte), maior número de   corridas (2245 ou 2246 dependendo da fonte) até 2001, maior número de  partidas jogadas (3035) e  vezes no bastão (11.429 ou 11.434 dependendo da fonte) até 1974, e  base roubadas (892) até 1977. Ainda detém o recorde para roubos do home plate (54 vezes),  e o mais jovem jogador a conseguir 4000 rebatidas e anotar 2000 corridas. Cobb está em quinta posição de todos os tempos em número partidas jogadas e cometeu 271 erros, o mais alto entre todos  defensores externos da American League (AL).[carece de fontes?]
O legado de Cobb como atleta tem, algumas vezes, sido ofuscado por seu temperamento grosseiro, racismo e estilo agressivo de jogo, o que foi descrito pela Detroit Free Press como "ousado ao ponto de demência." Cobb, de próprio punho, escreveu pouco antes de sua morte: "Na lenda eu sou um sádico, fanfarrão déspota que travou uma guerra sob o disfarce de esporte." Cobb era notório por escorregar para as bases com os pés, com os cravos do calçado para cima.
O legado de Cobb, que inclui um fundo de bolsa de estudos para os residentes da Geórgia financiados por seus primeiros investimentos na Coca-Cola  e General Motors, tem sido amplamente manchado por alegações de racismo e violência. A reputação de Cobb como um homem extremamente violento foi ventilada por seu primeiro biógrafo, o  cronista esportivo Al Stump (cujos pontos de vista foram parcialmente desacreditados como sensacionalistas e, em algumas partes, imaginárias) enquanto o ponto de vista de Cobb sobre raça evoluíram e amadureceram após sua aposentadoria do beisebol. No filme de 1994  Cobb, o ator Tommy Lee Jones descreve um envelhecido Cobb ajudando a escrever a biografia que Al Stump escreveu sobre sua vida.[carece de fontes?]